# European Challenge Cup 2012/13
Der European Challenge Cup 2012/13 war die 17. Ausgabe des European Challenge Cup, des zweitrangigen europäischen Pokalwettbewerbs im Rugby Union. Aus Sponsoringgründen trug er die Bezeichnung Amlin Challenge Cup. Es waren 23 Mannschaften beteiligt – 20 in der Gruppenphase und zusätzlich drei in der K.-o.-Runde, die im Heineken Cup 2012/13 vorzeitig ausschieden. Der Wettbewerb begann am 11. Oktober 2012, das Finale fand am 17. Mai 2013 in der RDS Arena in Dublin statt. Den Titel gewann das irische Team Leinster Rugby.

## Modus
Alle Mannschaften der englischen Aviva Premiership, der französischen Top 14 und  der internationalen Pro12, die sich nicht für den Heineken Cup qualifiziert hatten, nahmen am European Challenge Cup teil. Hinzu kamen vier Mannschaften aus der italienischen Campionato di Eccellenza sowie je ein Vertreter Rumäniens und Spaniens.
Die 20 Teilnehmer der Gruppenphase wurden in fünf Gruppen mit je vier Mannschaften eingeteilt. Die Setzreihenfolge basierte auf der Platzierung in der gesamteuropäischen Clubrangliste. Jede Mannschaft spielte je ein Heim- und ein Auswärtsspiel gegen die drei Gruppengegner. In der Gruppenphase erhielten die Mannschaften:
- vier Punkte für einen Sieg
- zwei Punkte für ein Unentschieden
- einen Bonuspunkt bei vier oder mehr Versuchen
- einen Bonuspunkt bei einer Niederlage mit sieben oder weniger Punkten Differenz

Für das Viertelfinale qualifizierten sich die fünf Gruppensieger, hinzu kamen die dritt- bis fünftbesten Gruppenzweiten aus der K.-o.-Runde des Heineken Cup 2012/13. Das Heimspielrecht im Viertel- und Halbfinale hatten jene vier Mannschaften, die in der Gruppenphase am erfolgreichsten waren. Bei Punktgleichheit entschieden (in dieser Reihenfolge) die Anzahl Versuche, die Punktedifferenz aus allen Spielen, die geringere Anzahl roter und gelber Karten und zuletzt ein Münzwurf. Den Absteigern aus dem Heineken Cup werden automatisch die Plätze 5 bis 7 zugewiesen.

## Auslosung
Die nicht für den Heineken Cup qualifizierten Teams wurden gemäß der europäischen Clubrangliste in vier Töpfe mit je vier Teams eingeteilt (in Klammern die Platzierung Ende der vorangegangenen Saison):
| Topf 1 | Stade Français (10) | London Wasps (15)          | USA Perpignan (16)  | Bath Rugby (17)         | Gloucester Rugby (22)      |
| Topf 2 | London Irish (23)   | Newport Gwent Dragons (31) | London Welsh RFC    | Worcester Warriors (35) | Rugby Calvisano (39)       |
| Topf 3 | Aviron Bayonne (40) | Rugby Rovigo Delta (41)    | SU Agen (42)        | Cavalieri Prato (43)    | Union Bordeaux Bègles (44) |
| Topf 4 | Stade Montois (45)  | FC Grenoble (46)           | Rugby Mogliano (47) | București Rugby         | Gernika RT                 |

## Gruppenphase

### Gruppe 1
|    | Team                  | Spiele | Siege | Unent. | Ndlg. | Spiel- punkte | Diff. | Bonus- punkte | Tabellen- punkte |
| -- | --------------------- | ------ | ----- | ------ | ----- | ------------- | ----- | ------------- | ---------------- |
| 1. | Gloucester Rugby      | 6      | 6     | 0      | 0     | 179:86        | + 93  | 3             | 27               |
| 2. | London Irish          | 6      | 4     | 0      | 2     | 174:139       | + 70  | 3             | 19               |
| 3. | Stade Montois         | 6      | 2     | 0      | 4     | 100:156       | − 56  | 2             | 10               |
| 4. | Union Bordeaux Bègles | 6      | 0     | 0      | 6     | 82:154        | − 72  | 2             | 2                |

| 11. Oktober 2012 20:30 MESZ | Stade Montois | 6 : 11 | Gloucester Rugby | Stade Guy-Boniface, Mont-de-Marsan Zuschauer: 4.160 |
| 11. Oktober 2012 20:30 MESZ | Bericht       |        |                  | Stade Guy-Boniface, Mont-de-Marsan Zuschauer: 4.160 |

| 13. Oktober 2012 21:00 MESZ | Union Bordeaux Bègles | 16 : 43 | London Irish | Stade André-Moga, Bègles Zuschauer: 4.200 |
| 13. Oktober 2012 21:00 MESZ | Bericht               |         |              | Stade André-Moga, Bègles Zuschauer: 4.200 |

| 18. Oktober 2012 19:45 WESZ | Gloucester Rugby | 25 : 13 | Union Bordeaux Bègles | Kingsholm Stadium, Gloucester Zuschauer: 9.576 |
| 18. Oktober 2012 19:45 WESZ | Bericht          |         |                       | Kingsholm Stadium, Gloucester Zuschauer: 9.576 |

| 20. Oktober 2012 15:00 WESZ | London Irish | 69 : 26 | Stade Montois | Madejski Stadium, Reading Zuschauer: 5.720 |
| 20. Oktober 2012 15:00 WESZ | Bericht      |         |               | Madejski Stadium, Reading Zuschauer: 5.720 |

| 6. Dezember 2012 20:30 MEZ | Union Bordeaux Bègles | 13 : 20 | Stade Montois | Stade André-Moga, Bègles Zuschauer: 2.468 |
| 6. Dezember 2012 20:30 MEZ | Bericht               |         |               | Stade André-Moga, Bègles Zuschauer: 2.468 |

| 8. Dezember 2012 15:00 WEZ | London Irish | 22 : 29 | Gloucester Rugby | Madejski Stadium, Reading Zuschauer: 7.309 |
| 8. Dezember 2012 15:00 WEZ | Bericht      |         |                  | Madejski Stadium, Reading Zuschauer: 7.309 |

| 14. Dezember 2012 19:00 MEZ | Stade Montois | 18 : 7 | Union Bordeaux Bègles | Stade Guy-Boniface, Mont-de-Marsan Zuschauer: 2.194 |
| 14. Dezember 2012 19:00 MEZ | Bericht       |        |                       | Stade Guy-Boniface, Mont-de-Marsan Zuschauer: 2.194 |

| 15. Dezember 2012 15:00 WEZ | Gloucester Rugby | 47 : 3 | London Irish | Kingsholm Stadium, Gloucester Zuschauer: 10.535 |
| 15. Dezember 2012 15:00 WEZ | Bericht          |        |              | Kingsholm Stadium, Gloucester Zuschauer: 10.535 |

| 10. Januar 2013 19:00 MEZ | Stade Montois | 14 : 20 | London Irish | Stade Guy-Boniface, Mont-de-Marsan Zuschauer: 2.678 |
| 10. Januar 2013 19:00 MEZ | Bericht       |         |              | Stade Guy-Boniface, Mont-de-Marsan Zuschauer: 2.678 |

| 11. Januar 2013 19:00 MEZ | Union Bordeaux Bègles | 26 : 31 | Gloucester Rugby | Stade André-Moga, Bègles Zuschauer: 3.500 |
| 11. Januar 2013 19:00 MEZ | Bericht               |         |                  | Stade André-Moga, Bègles Zuschauer: 3.500 |

| 19. Januar 2013 15:00 WEZ | Gloucester Rugby | 36: 16 | Stade Montois | Kingsholm Stadium, Gloucester Zuschauer: 8.955 |
| 19. Januar 2013 15:00 WEZ | Bericht          |        |               | Kingsholm Stadium, Gloucester Zuschauer: 8.955 |

| 19. Januar 2013 15:00 WEZ | London Irish | 17 : 7 | Union Bordeaux Bègles | Madejski Stadium, Reading Zuschauer: 1.800 |
| 19. Januar 2013 15:00 WEZ | Bericht      |        |                       | Madejski Stadium, Reading Zuschauer: 1.800 |

### Gruppe 2
|    | Team               | Spiele | Siege | Unent. | Ndlg. | Spiel- punkte | Diff. | Bonus- punkte | Tabellen- punkte |
| -- | ------------------ | ------ | ----- | ------ | ----- | ------------- | ----- | ------------- | ---------------- |
| 1. | USA Perpignan      | 6      | 5     | 0      | 1     | 293:89        | + 204 | 5             | 25               |
| 2. | Worcester Warriors | 6      | 5     | 0      | 1     | 354:78        | + 276 | 5             | 25               |
| 3. | Gernika RT         | 6      | 2     | 0      | 4     | 80:309        | − 229 | 0             | 8                |
| 4. | Rugby Rovigo Delta | 6      | 0     | 0      | 6     | 67:318        | − 251 | 1             | 1                |

Perpignan und Worcester hatten gleich viele Tabellenpunkte insgesamt (je 25) und gleich viele Tabellenpunkte aus den Direktbegegnungen (je 5). Schließlich setzte sich Perpignan aufgrund der dabei erzielten höheren Anzahl Versuche (3:1) durch.
| 13. Oktober 2012 15:00 MESZ | Rugby Rovigo Delta | 38 : 17 | USA Perpignan | Stadio Comunale Mario Battaglini, Rovigo Zuschauer: 1.000 |
| 13. Oktober 2012 15:00 MESZ | Bericht            |         |               | Stadio Comunale Mario Battaglini, Rovigo Zuschauer: 1.000 |

| 13. Oktober 2012 16:00 MESZ | Gernika RT | 5 : 85 | Worcester Warriors | Estadio Urbieta, Gernika Zuschauer: 1.000 |
| 13. Oktober 2012 16:00 MESZ | Bericht    |        |                    | Estadio Urbieta, Gernika Zuschauer: 1.000 |

| 20. Oktober 2012 15:00 WESZ | Worcester Warriors | 90 : 3 | Rugby Rovigo Delta | Sixways Stadium, Worcester Zuschauer: 6.147 |
| 20. Oktober 2012 15:00 WESZ | Bericht            |        |                    | Sixways Stadium, Worcester Zuschauer: 6.147 |

| 20. Oktober 2012 19:00 MESZ | USA Perpignan | 90 : 12 | Gernika RT | Stade Aimé-Giral, Perpignan Zuschauer: 7.182 |
| 20. Oktober 2012 19:00 MESZ | Bericht       |         |            | Stade Aimé-Giral, Perpignan Zuschauer: 7.182 |

| 6. Dezember 2012 19:45 WEZ | Worcester Warriors | 22 : 21 | USA Perpignan | Sixways Stadium, Worcester Zuschauer: 7.801 |
| 6. Dezember 2012 19:45 WEZ | Bericht            |         |               | Sixways Stadium, Worcester Zuschauer: 7.801 |

| 8. Dezember 2012 16:00 MEZ | Gernika RT | 13 : 3 | Rugby Rovigo Delta | Estadio Urbieta, Gernika Zuschauer: 600 |
| 8. Dezember 2012 16:00 MEZ | Bericht    |        |                    | Estadio Urbieta, Gernika Zuschauer: 600 |

| 15. Dezember 2012 15:00 MEZ | Rugby Rovigo Delta | 10 : 16 | Gernika RT | Stadio Comunale Mario Battaglini, Rovigo Zuschauer: 600 |
| 15. Dezember 2012 15:00 MEZ | Bericht            |         |            | Stadio Comunale Mario Battaglini, Rovigo Zuschauer: 600 |

| 15. Dezember 2012 21:00 MEZ | USA Perpignan | 13 : 6 | Worcester Warriors | Stade Aimé-Giral, Perpignan Zuschauer: 10.135 |
| 15. Dezember 2012 21:00 MEZ | Bericht       |        |                    | Stade Aimé-Giral, Perpignan Zuschauer: 10.135 |

| 12. Januar 2013 15:00 MEZ | Rugby Rovigo Delta | 17 : 80 | Worcester Warriors | Stadio Comunale Mario Battaglini, Rovigo Zuschauer: 500 |
| 12. Januar 2013 15:00 MEZ | Bericht            |         |                    | Stadio Comunale Mario Battaglini, Rovigo Zuschauer: 500 |

| 12. Januar 2013 16:00 MEZ | Gernika RT | 15 : 50 | USA Perpignan | Estadio Urbieta, Gernika Zuschauer: 500 |
| 12. Januar 2013 16:00 MEZ | Bericht    |         |               | Estadio Urbieta, Gernika Zuschauer: 500 |

| 17. Januar 2013 21:00 MEZ | USA Perpignan | 40 : 22 | Rugby Rovigo Delta | Stade Aimé-Giral, Perpignan Zuschauer: 5.278 |
| 17. Januar 2013 21:00 MEZ | Bericht       |         |                    | Stade Aimé-Giral, Perpignan Zuschauer: 5.278 |

| 19. Januar 2013 15:00 WEZ | Worcester Warriors | 71 : 19 | Gernika RT | Sixways Stadium, Worcester Zuschauer: 2.424 |
| 19. Januar 2013 15:00 WEZ | Bericht            |         |            | Sixways Stadium, Worcester Zuschauer: 2.424 |

### Gruppe 3
|    | Team                  | Spiele | Siege | Unent. | Ndlg. | Spiel- punkte | Diff. | Bonus- punkte | Tabellen- punkte |
| -- | --------------------- | ------ | ----- | ------ | ----- | ------------- | ----- | ------------- | ---------------- |
| 1. | London Wasps          | 6      | 5     | 1      | 0     | 231:92        | + 139 | 3             | 25               |
| 2. | Aviron Bayonnais      | 6      | 4     | 1      | 1     | 201:91        | + 110 | 2             | 20               |
| 3. | Newport Gwent Dragons | 6      | 2     | 0      | 4     | 171:108       | + 63  | 5             | 13               |
| 4. | Mogliano Rugby        | 6      | 0     | 0      | 6     | 29:341        | − 312 | 0             | 0                |

| 12. Oktober 2012 20:00 MESZ | Aviron Bayonnais | 71 : 7 | Mogliano Rugby | Stade Jean-Dauger, Bayonne Zuschauer: 5.550 |
| 12. Oktober 2012 20:00 MESZ | Bericht          |        |                | Stade Jean-Dauger, Bayonne Zuschauer: 5.550 |

| 13. Oktober 2012 20:10 WESZ | London Wasps | 38 : 25 | Newport Gwent Dragons | Adams Park, High Wycombe Zuschauer: 4.186 |
| 13. Oktober 2012 20:10 WESZ | Bericht      |         |                       | Adams Park, High Wycombe Zuschauer: 4.186 |

| 20. Oktober 2012 20:10 WESZ | Newport Gwent Dragons | 19 : 22 | Aviron Bayonnais | Rodney Parade, Newport Zuschauer: 4.054 |
| 20. Oktober 2012 20:10 WESZ | Bericht               |         |                  | Rodney Parade, Newport Zuschauer: 4.054 |

| 21. Oktober 2012 18:00 MESZ | Mogliano Rugby | 12 : 59 | London Wasps | Stadio Maurizio Quaggia, Mogliano Veneto Zuschauer: 1.950 |
| 21. Oktober 2012 18:00 MESZ | Bericht        |         |              | Stadio Maurizio Quaggia, Mogliano Veneto Zuschauer: 1.950 |

| 8. Dezember 2012 14:00 MEZ | Mogliano Rugby | 0 : 33 | Newport Gwent Dragons | Stadio Maurizio Quaggia, Mogliano Veneto Zuschauer: 885 |
| 8. Dezember 2012 14:00 MEZ | Bericht        |        |                       | Stadio Maurizio Quaggia, Mogliano Veneto Zuschauer: 885 |

| 8. Dezember 2012 21:00 MEZ | Aviron Bayonnais | 13 : 13 | London Wasps | Stade Jean-Dauger, Bayonne Zuschauer: 9.658 |
| 8. Dezember 2012 21:00 MEZ | Bericht          |         |              | Stade Jean-Dauger, Bayonne Zuschauer: 9.658 |

| 13. Dezember 2012 19:45 WEZ | London Wasps | 30 : 16 | Aviron Bayonnais | Adams Park, High Wycombe Zuschauer: 4.040 |
| 13. Dezember 2012 19:45 WEZ | Bericht      |         |                  | Adams Park, High Wycombe Zuschauer: 4.040 |

| 16. Dezember 2012 17:35 WEZ | Newport Gwent Dragons | 53 : 3 | Mogliano Rugby | Rodney Parade, Newport Zuschauer: 4.473 |
| 16. Dezember 2012 17:35 WEZ | Bericht               |        |                | Rodney Parade, Newport Zuschauer: 4.473 |

| 10. Januar 2013 20:45 MEZ | Aviron Bayonnais | 25 : 22 | Newport Gwent Dragons | Stade Jean-Dauger, Bayonne Zuschauer: 1.922 |
| 10. Januar 2013 20:45 MEZ | Bericht          |         |                       | Stade Jean-Dauger, Bayonne Zuschauer: 1.922 |

| 12. Januar 2013 15:00 WEZ | London Wasps | 71 : 7 | Mogliano Rugby | Adams Park, High Wycombe Zuschauer: 5.744 |
| 12. Januar 2013 15:00 WEZ | Bericht      |        |                | Adams Park, High Wycombe Zuschauer: 5.744 |

| 17. Januar 2013 19:45 WEZ | Newport Gwent Dragons | 19 : 20 | London Wasps | Rodney Parade, Newport Zuschauer: 4.089 |
| 17. Januar 2013 19:45 WEZ | Bericht               |         |              | Rodney Parade, Newport Zuschauer: 4.089 |

| 19. Januar 2013 14:00 MEZ | Mogliano Rugby | 0 : 54 | Aviron Bayonnais | Stadio Maurizio Quaggia, Mogliano Veneto Zuschauer: 1.332 |
| 19. Januar 2013 14:00 MEZ | Bericht        |        |                  | Stadio Maurizio Quaggia, Mogliano Veneto Zuschauer: 1.332 |

### Gruppe 4
|    | Team            | Spiele | Siege | Unent. | Ndlg. | Spiel- punkte | Diff. | Bonus- punkte | Tabellen- punkte |
| -- | --------------- | ------ | ----- | ------ | ----- | ------------- | ----- | ------------- | ---------------- |
| 1. | Bath Rugby      | 6      | 6     | 0      | 0     | 245:79        | + 166 | 5             | 29               |
| 2. | SU Agen         | 6      | 3     | 0      | 3     | 154:120       | + 34  | 5             | 17               |
| 3. | București Rugby | 6      | 2     | 0      | 4     | 121:215       | − 94  | 1             | 9                |
| 4. | Rugby Calvisano | 6      | 1     | 0      | 5     | 117:223       | − 106 | 3             | 7                |

| 12. Oktober 2012 15:00 OESZ | București Rugby | 17 : 40 | Bath Rugby | Stadionul Arcul de Triumf, Bukarest Zuschauer: 1.500 |
| 12. Oktober 2012 15:00 OESZ | Bericht         |         |            | Stadionul Arcul de Triumf, Bukarest Zuschauer: 1.500 |

| 13. Oktober 2012 19:00 MESZ | Rugby Calvisano | 31 : 36 | SU Agen | Stadio San Michele, Calvisano Zuschauer: 1.100 |
| 13. Oktober 2012 19:00 MESZ | Bericht         |         |         | Stadio San Michele, Calvisano Zuschauer: 1.100 |

| 18. Oktober 2012 20:45 MESZ | SU Agen | 22 : 27 | Bath Rugby | Stade Armandie, Agen Zuschauer: 4.576 |
| 18. Oktober 2012 20:45 MESZ | Bericht |         |            | Stade Armandie, Agen Zuschauer: 4.576 |

| 20. Oktober 2012 20:00 OESZ | București Rugby | 42 : 27 | Calvisano Rugby | Stadionul Arcul de Triumf, Bukarest Zuschauer: 1.012 |
| 20. Oktober 2012 20:00 OESZ | Bericht         |         |                 | Stadionul Arcul de Triumf, Bukarest Zuschauer: 1.012 |

| 8. Dezember 2012 14:15 WEZ | Bath Rugby | 67 : 11 | Rugby Calvisano | Recreation Ground, Bath Zuschauer: 11.445 |
| 8. Dezember 2012 14:15 WEZ | Bericht    |         |                 | Recreation Ground, Bath Zuschauer: 11.445 |

| 8. Dezember 2012 15:00 OEZ | București Rugby | 25 : 22 | SU Agen | Stadionul Arcul de Triumf, Bukarest Zuschauer: 1.100 |
| 8. Dezember 2012 15:00 OEZ | Bericht         |         |         | Stadionul Arcul de Triumf, Bukarest Zuschauer: 1.100 |

| 14. Dezember 2012 19:00 MEZ | SU Agen | 39 : 9 | București Rugby | Stade Armandie, Agen Zuschauer: 2.107 |
| 14. Dezember 2012 19:00 MEZ | Bericht |        |                 | Stade Armandie, Agen Zuschauer: 2.107 |

| 15. Dezember 2012 14:30 MEZ | Rugby Calvisano | 5 : 39 | Bath Rugby | Stadio San Michele, Calvisano Zuschauer: 800 |
| 15. Dezember 2012 14:30 MEZ | Bericht         |        |            | Stadio San Michele, Calvisano Zuschauer: 800 |

| 12. Januar 2013 14:15 WEZ | Bath Rugby | 19 : 16 | SU Agen | Recreation Ground, Bath Zuschauer: 9.131 |
| 12. Januar 2013 14:15 WEZ | Bericht    |         |         | Recreation Ground, Bath Zuschauer: 9.131 |

| 12. Januar 2013 14:30 MEZ | Rugby Calvisano | 34 : 20 | București Rugby | Stadio San Michele, Calvisano Zuschauer: 1.200 |
| 12. Januar 2013 14:30 MEZ | Bericht         |         |                 | Stadio San Michele, Calvisano Zuschauer: 1.200 |

| 18. Januar 2013 19:00 MEZ | SU Agen | 19 : 9 | Rugby Calvisano | Stade Armandie, Agen Zuschauer: 1.170 |
| 18. Januar 2013 19:00 MEZ | Bericht |        |                 | Stade Armandie, Agen Zuschauer: 1.170 |

| 19. Januar 2013 14:00 WEZ | Bath Rugby | 53 : 8 | București Rugby | Recreation Ground, Bath Zuschauer: 9.873 |
| 19. Januar 2013 14:00 WEZ | Bericht    |        |                 | Recreation Ground, Bath Zuschauer: 9.873 |

### Gruppe 5
|    | Team            | Spiele | Siege | Unent. | Ndlg. | Spiel- punkte | Diff. | Bonus- punkte | Tabellen- punkte |
| -- | --------------- | ------ | ----- | ------ | ----- | ------------- | ----- | ------------- | ---------------- |
| 1. | Stade Français  | 6      | 5     | 0      | 1     | 210:105       | + 105 | 5             | 25               |
| 2. | FC Grenoble     | 6      | 4     | 0      | 2     | 173:81        | + 92  | 4             | 20               |
| 3. | London Welsh    | 6      | 3     | 0      | 3     | 171:170       | + 1   | 2             | 14               |
| 4. | Cavalieri Prato | 6      | 0     | 0      | 6     | 68:266        | − 198 | 2             | 2                |

| 12. Oktober 2012 19:30 MESZ | FC Grenoble | 59 : 3 | Cavalieri Prato | Stade Lesdiguières, Grenoble Zuschauer: 6.000 |
| 12. Oktober 2012 19:30 MESZ | Bericht     |        |                 | Stade Lesdiguières, Grenoble Zuschauer: 6.000 |

| 13. Oktober 2012 15:00 WESZ | London Welsh | 19 : 68 | Stade Français | Kassam Stadium, Oxford Zuschauer: 3.748 |
| 13. Oktober 2012 15:00 WESZ | Bericht      |         |                | Kassam Stadium, Oxford Zuschauer: 3.748 |

| 20. Oktober 2012 14:00 MESZ | Cavalieri Prato | 31 : 32 | London Welsh | Stadio Enrico Chersoni, Prato Zuschauer: 1.500 |
| 20. Oktober 2012 14:00 MESZ | Bericht         |         |              | Stadio Enrico Chersoni, Prato Zuschauer: 1.500 |

| 20. Oktober 2012 21:00 MESZ | Stade Français | 28 : 25 | FC Grenoble | Stade Océane, Le Havre Zuschauer: 11.548 |
| 20. Oktober 2012 21:00 MESZ | Bericht        |         |             | Stade Océane, Le Havre Zuschauer: 11.548 |

| 7. Dezember 2012 19:30 MEZ | FC Grenoble | 0 : 28 | London Welsh | Stade Lesdiguières, Grenoble Zuschauer: 5.800 |
| 7. Dezember 2012 19:30 MEZ | Bericht     |        |              | Stade Lesdiguières, Grenoble Zuschauer: 5.800 |

Der FC Grenoble hatte das Spiel ursprünglich mit 20:9 gewonnen. Den Sieg erhielt jedoch nachträglich London Welsh mit 28:0 zugesprochen, nachdem der FC Grenoble zugegeben hatte, einen Spieler ohne korrekte Lizenz eingesetzt zu haben.
| 8. Dezember 2012 14:00 WEZ | Cavalieri Prato | 23 : 37 | Stade Français | Stadio Enrico Chersoni, Prato Zuschauer: 1.200 |
| 8. Dezember 2012 14:00 WEZ | Bericht         |         |                | Stadio Enrico Chersoni, Prato Zuschauer: 1.200 |

| 13. Dezember 2012 12:45 MEZ | Stade Français | 29 : 6 | Cavalieri Prato | MMArena, Le Mans Zuschauer: 12.186 |
| 13. Dezember 2012 12:45 MEZ | Bericht        |        |                 | MMArena, Le Mans Zuschauer: 12.186 |

| 15. Dezember 2012 14:00 WEZ | London Welsh | 13 : 27 | FC Grenoble | Old Deer Park, London Zuschauer: 1.630 |
| 15. Dezember 2012 14:00 WEZ | Bericht      |         |             | Old Deer Park, London Zuschauer: 1.630 |

| 12. Januar 2013 14:00 WEZ | London Welsh | 62 : 5 | Cavalieri Prato | Kassam Stadium, Oxford Zuschauer: 1.580 |
| 12. Januar 2013 14:00 WEZ | Bericht      |        |                 | Kassam Stadium, Oxford Zuschauer: 1.580 |

| 12. Januar 2013 21:00 MEZ | FC Grenoble | 15 : 9 | Stade Français | Stade Lesdiguières, Grenoble Zuschauer: 6.209 |
| 12. Januar 2013 21:00 MEZ | Bericht     |        |                | Stade Lesdiguières, Grenoble Zuschauer: 6.209 |

| 19. Januar 2013 14:00 MEZ | Cavalieri Prato | 0 : 47 | FC Grenoble | Stadio Enrico Chersoni, Prato Zuschauer: 350 |
| 19. Januar 2013 14:00 MEZ | Bericht         |        |             | Stadio Enrico Chersoni, Prato Zuschauer: 350 |

| 19. Januar 2013 21:00 MEZ | Stade Français | 39 : 17 | London Welsh | Stade du Hainaut, Valenciennes Zuschauer: 9.972 |
| 19. Januar 2013 21:00 MEZ | Bericht        |         |              | Stade du Hainaut, Valenciennes Zuschauer: 9.972 |

## K.-o.-Runde

### Setzliste
Nach der Gruppenphase trafen die fünf Gruppensieger sowie die dritt- bis fünftbesten Gruppenzweiten des Heineken Cup 2012/13 aufeinander.
1. Bath Rugby
2. Gloucester Rugby
3. USA Perpignan
4. London Wasps
5. (HC) Leinster Rugby
6. (HC) Stade Toulousain
7. (HC) Biarritz Olympique
8. Stade Français

### Viertelfinale
| 4. April 2013 20:00 WESZ | Gloucester Rugby | 31 : 41         | Biarritz Olympique | Kingsholm Stadium, Gloucester Zuschauer: 10.273 Schiedsrichter: John Lacey (Irland) |
| 4. April 2013 20:00 WESZ | Versuche: Tindall 13. n.erh. Monahan 78. erh. Edmonds 80. erh. Erhöhungen: Burns (2/3) Straftritte: Burns (4/5) 10., 26., 34., 47. | (14:27) Bericht | Versuche: Thomas 22. erh., 31. erh. Héguy 36. erh. Baby 56. erh. Burotu 73. erh. Erhöhungen: Yachvili (5/5) Straftritte: Yachvili (1/3) 18. Dropgoals: Traille (1/1) 11. | Kingsholm Stadium, Gloucester Zuschauer: 10.273 Schiedsrichter: John Lacey (Irland) |

| 5. April 2013 20:00 WESZ | London Wasps | 28 : 48         | Leinster Rugby | Adams Park, High Wycombe Zuschauer: 9.654 Schiedsrichter: Pascal Gaüzère (Frankreich) |
| 5. April 2013 20:00 WESZ | Versuche: Wade 1. n.erh., 14. erh. Varndell 65. n.erh., 70. n.erh. Erhöhungen: Robinson (1/4) Straftritte: Robinson (2/3) 35., 48. | (15:20) Bericht | Versuche: D’Arcy 5. erh. Madigan 22. erh. Ross 45. erh. Kearney 59. n.erh. Nacewa 67. erh. Erhöhungen: Madigan (4/5) Straftritte: Madigan (5/6) 26., 38., 44., 52., 76. | Adams Park, High Wycombe Zuschauer: 9.654 Schiedsrichter: Pascal Gaüzère (Frankreich) |

| 5. April 2013 21:00 MESZ | USA Perpignan | 30 : 19         | Stade Toulousain                                                                                | Stade Aimé-Giral, Perpignan Zuschauer: 12.452 Schiedsrichter: Alain Rolland (Irland) |
| 5. April 2013 21:00 MESZ | Versuche: Taofifénua 6. erh. Sid 37. erh. Vahaamahina 46. erh. Erhöhungen: Hook (3/3) Straftritte: Hook (3/3) 1., 71., 75. | (17:12) Bericht | Versuche: Maka 58. erh. Erhöhungen: Beauxis (1/1) Straftritte: Beauxis (4/5) 10., 19., 22., 24. | Stade Aimé-Giral, Perpignan Zuschauer: 12.452 Schiedsrichter: Alain Rolland (Irland) |

| 6. April 2013 13:00 WESZ | Bath Rugby | 20 : 36        | Stade Français | Recreation Ground, Bath Zuschauer: 11.155 Schiedsrichter: Nigel Owens (Wales) |
| 6. April 2013 13:00 WESZ | Versuche: Strafversuch 46. erh. Claassens 65. n.erh. Cuthbert 77. n.erh. Erhöhungen: Donald (1/1) Straftritte: Donald (1/1) 25. | (3:20) Bericht | Versuche: Vuidravuwalu 19. erh., 29. erh. Bonneval 57. n.erh., 59. n.erh. Erhöhungen: Fillol (2/2) Straftritte: Plisson (1/1) 15. Fillol (1/2) 23. Porical (1/1) 80. Dropgoals: Plisson (1/2) 69. | Recreation Ground, Bath Zuschauer: 11.155 Schiedsrichter: Nigel Owens (Wales) |

### Halbfinale
| 26. April 2013 21:00 MESZ | USA Perpignan                                                                           | 22 : 25        | Stade Français                                                                                            | Stade Aimé-Giral, Perpignan Zuschauer: 12.242 Schiedsrichter: George Clancy (Irland) |
| 26. April 2013 21:00 MESZ | Versuche: Guirado 10. n.erh. Hook 22. n.erh. Straftritte: Hook (4/5) 29., 43., 47., 66. | (13:9) Bericht | Versuche: Lyons 44. erh. Erhöhungen: Porical (1/1) Straftritte: Porical (6/7) 8., 26., 35., 52., 73., 76. | Stade Aimé-Giral, Perpignan Zuschauer: 12.242 Schiedsrichter: George Clancy (Irland) |

| 27. April 2013 14:30 WESZ | Leinster Rugby | 44 : 16        | Biarritz Olympique                                                                            | RDS Arena, Dublin Zuschauer: 18.500 Schiedsrichter: Wayne Barnes (England) |
| 27. April 2013 14:30 WESZ | Versuche: Heaslip 3. erh., 40. erh. Sexton 38. erh. Nacewa 49. erh. O’Driscoll 63. erh. Erhöhungen: Sexton (3/3) Madigan (2/2) Straftritte: Sexton (2/3) 27., 45. Madigan (1/1) 55. | (24:9) Bericht | Versuche: Héguy 67. erh. Erhöhungen: Yachvili (1/1) Straftritte: Yachvili (3/4) 18., 23., 36. | RDS Arena, Dublin Zuschauer: 18.500 Schiedsrichter: Wayne Barnes (England) |

### Finale
| 17. Mai 2013 20:00 WESZ | Leinster Rugby | 34 : 13        | Stade Français                                                                            | RDS Arena, Dublin Zuschauer: 20.396 Schiedsrichter: Nigel Owens (Wales) |
| 17. Mai 2013 20:00 WESZ | Versuche: Madigan 2. erh. Cronin 19. erh. Kearney 27. erh. Healy 78. erh. Erhöhungen: Sexton (4/4) Straftritte: Sexton (2/2) 53., 62. | (21:6) Bericht | Versuche: Sinzelle 65. erh. Erhöhungen: Plisson (1/1) Straftritte: Porical (2/2) 25., 40. | RDS Arena, Dublin Zuschauer: 20.396 Schiedsrichter: Nigel Owens (Wales) |